# 阿纳莫萨
阿纳莫萨（Anamosa）是美国艾奥瓦州琼斯县的城市和县城。2010年人口普查时人口为5533人。

## 历史
现在的阿纳莫萨是1838年建立的布法罗福克斯的定居点，并于1856年被列为列克星敦。列克星敦当时是一个受欢迎的城镇名称，所以当列克星敦选择在1877年成为一个城市时，名字改为阿纳莫萨避免邮件传递混乱。 有一些关于阿纳莫萨如何被选为名字的故事。 有人认为这是一个名叫阿纳莫萨（Anamosa）的当地美国原住民女孩的名字，意思是“白色的小鹿”，而另一些人则说这意味着“你跟我一起走”。